# Anepsion rhomboides
Anepsion rhomboides är en spindelart som först beskrevs av Ludwig Carl Christian Koch 1867.  Anepsion rhomboides ingår i släktet Anepsion och familjen hjulspindlar.
Artens utbredningsområde är Samoa. Inga underarter finns listade i Catalogue of Life.